# Wereldkampioenschappen zwemmen 2019 – 400 meter wisselslag vrouwen
De 400 meter wisselslag voor vrouwen op de wereldkampioenschappen zwemmen 2019 in Gwangju vond plaats op 28 juli 2019. Na afloop van de series kwalificeerden de acht snelste zwemmers zich voor de finale.

## Records
Voorafgaand aan het toernooi waren dit het wereldrecord en het kampioenschapsrecord
| Wereldrecord         | Katinka Hosszú | 4.26,36 | Rio de Janeiro | 6 augustus 2016 |
| Kampioenschapsrecord | Katinka Hosszú | 4.29,33 | Boedapest      | 30 juli 2017    |

## Uitslagen

### Series
| Rang | Serie | Baan | Naam                   | Land                | Tijd    | Bijz. |
| ---- | ----- | ---- | ---------------------- | ------------------- | ------- | ----- |
| 1    | 3     | 4    | Katinka Hosszú         | Hongarije           | 4:35.40 | Q     |
| 2    | 2     | 4    | Yui Ohashi             | Japan               | 4:37.23 | Q     |
| 3    | 3     | 7    | Ye Shiwen              | China               | 4:37.66 | Q     |
| 4    | 3     | 1    | Emily Overholt         | Canada              | 4:37.90 | Q     |
| 5    | 3     | 3    | Ally McHugh            | Verenigde Staten    | 4:38.32 | Q     |
| 6    | 3     | 5    | Fantine Lesaffre       | Frankrijk           | 4:38.40 | Q     |
| 7    | 2     | 6    | Sydney Pickrem         | Canada              | 4:38.59 | Q     |
| 8    | 2     | 1    | Zsuzsanna Jakabos      | Hongarije           | 4:38.93 | Q     |
| 9    | 3     | 6    | Brooke Forde           | Verenigde Staten    | 4:39.74 |       |
| 10   | 2     | 2    | Kim Seo-yeong          | Zuid-Korea          | 4:40.55 |       |
| 11   | 2     | 3    | Aimee Willmott         | Verenigd Koninkrijk | 4:41.24 |       |
| 12   | 2     | 7    | Anja Crevar            | Servië              | 4:41.59 |       |
| 13   | 3     | 2    | Mireia Belmonte        | Spanje              | 4:42.16 |       |
| 14   | 2     | 0    | Yu Yiting              | China               | 4:42.52 |       |
| 15   | 3     | 0    | Victoria Kaminskaya    | Portugal            | 4:43.03 |       |
| 16   | 2     | 5    | Ilaria Cusinato        | Italië              | 4:43.27 |       |
| 17   | 2     | 8    | Viktoriya Zeynep Güneş | Turkije             | 4:46.01 |       |
| 18   | 3     | 9    | Jimena Pérez           | Spanje              | 4:47.51 |       |
| 19   | 3     | 8    | Nguyễn Thị Ánh Viên    | Vietnam             | 4:47.96 |       |
| 20   | 1     | 2    | Katja Fain             | Slovenië            | 4:48.24 |       |
| 21   | 2     | 9    | Barbora Závadová       | Tsjechië            | 4:48.93 |       |
| 22   | 1     | 5    | Rebecca Meder          | Zuid-Afrika         | 4:53.99 |       |
| 23   | 1     | 6    | Azzahra Permatahani    | Indonesië           | 4:58.19 |       |
| 24   | 1     | 7    | Maria Fe Muñoz         | Peru                | 4:58.62 |       |
| 25   | 1     | 4    | Aleksandra Knop        | Polen               | 5:00.77 |       |
| 26   | 1     | 3    | Claudia Gadea          | Roemenië            | 5:01.11 |       |

### Finale
| Rang   | Baan | Naam              | Land             | Tijd    | Bijz. |
| ------ | ---- | ----------------- | ---------------- | ------- | ----- |
| Goud   | 4    | Katinka Hosszú    | Hongarije        | 4.30,39 |       |
| Zilver | 3    | Ye Shiwen         | China            | 4.32,07 |       |
| Brons  | 5    | Yui Ohashi        | Japan            | 4.32,33 |       |
| 4      | 1    | Sydney Pickrem    | Canada           | 4.36,72 |       |
| 5      | 6    | Emily Overholt    | Canada           | 4.37,42 |       |
| 6      | 2    | Ally McHugh       | Verenigde Staten | 4.38,34 |       |
| 7      | 8    | Zsuzsanna Jakabos | Hongarije        | 4.39,15 |       |
| 8      | 7    | Fantine Lesaffre  | Frankrijk        | 4.39,68 |       |